# Parlementsgebouw (Tokio)
Het Nationaal Parlementsgebouw (Japans: 国会議事堂, Kokkai-gijidō, Engels: National Diet Building) is het gebouw waar het parlement, 国会, Kokkai of National Diet, van Japan samenkomt. Het is gelegen op Nagatachō 1-chome 7-1, Chiyoda, Tokio. In het gebouw hebben beide kamers van het parlement zitting, het hogerhuis zit in de rechter- en het lagerhuis in de linkervleugel.

## Geschiedenis van het gebouw
In 1920 werd met de bouw een aanvang gemaakt, maar de eerste plannen dateren uit de late jaren 1880. In de tussentijd kwam het parlement bijeen in tijdelijke gebouwen ten zuiden van het keizerlijk paleis.
Voor het ontwerp werden de Duitse architecten Wilhelm Böckmann en Hermann Ende in respectievelijk 1886 en 1887 in Tokio uitgenodigd. Ze maakten twee bouwplannen. Het oorspronkelijke plan van Böckmann was een metselwerkstructuur met een koepel en flankerende vleugels. Het ontwerp viel niet in de smaak en ze dienden ook een meer "Japans" ontwerp in. Het ontwerp van Ende en Böckmann is nooit gerealiseerd voor dit gebouw, maar werd wel gebruikt voorandere overheidsgebouwen in de omgeving zoals de districtsrechtbank van Tokio en het ministerie van Justitie.
In 1898 interviewde premier Itō Hirobumi de Amerikaan Ralph Adams Cram, die een meer "oosters" ontwerp voor het gebouw voorstelde, met pannendaken en een grote omheining van muren en poorten. De Itō-regering kwam ten val toen Cram op weg was naar de Verenigde Staten, en het project werd geschrapt.

### Eerste en tweede gebouw
Men kreeg haast want de nieuwe Meiji-grondwet ging in op 29 november 1890. De regering vroeg Adolph Stegmueller, een medewerker van Ende en Böckmann, en de Japanse architect Yoshii Shigenori om een gebouw te ontwerpen. Dit gebouw, een houten constructie in Europese stijl met twee verdiepingen, werd in november 1890 geopend op een locatie in Hibiya. In januari 1891 ging het al in een brand verloren. Een andere medewerker van Ende en Böckmann, Oscar Tietze, voegde zich bij Yoshii voor een nieuw ontwerp. Het tweede gebouw was groter dan het eerste, maar volgde een soortgelijk ontwerp: het huisvestte de Diet tot 1925 toen een andere brand ook dit gebouw verwoestte.

### Derde en finale versie
In 1910 werd weer een poging gedaan een nieuwe gebouw te ontwerpen. Premier Katsura Tarō was voorzitter van de commissie. Hij wilde een gebouw in de Italiaanse renaissance-bouwstijl, maar dit voorstel werd fel bekritiseerd. In 1918 werd een openbare ontwerpwedstrijd georganiseerd, er kwamen niet minder dan 118 ontwerpen. Het ontwerp van Watanabe Fukuzo werd gekozen en was redelijk vergelijkbaar met het eerdere ontwerp van Ende en Böckmann. In 1920 begon de bouw en 17 jaar later werd het in gebruik genomen. De bouwkosten waren toen 25,7 miljoen yen.

## Details
De hoofdonderdelen van het gebouw zijn de centrale ingang, daarachter een hal met daarbovenop een toren, de kamer voor de keizer (Gokyūshō), links het gedeelte voor het lagerhuis, rechts voor het hogerhuis en boven de bibliotheek. Het gebouw is 206,4 meter lang, van noord naar zuid, en 88,6 meter breed (oost-west). Het hele terrein waar het gebouw op staat is 103.000 m² groot.
De centrale entree zit in het midden en onder de centrale toren. Er is een brede trap die leidt naar de bronzen toegangsdeuren. De deuren zijn elk 3,94 meter hoog, 1,09 meter breed en wegen 1,125 ton. De deuren worden alleen bij speciale gelegenheden gebruikt, zoals de opening van het parlementaire jaar, wanneer de keizer komt of buitenlandse staatshoofden.
In de centrale hal ligt een trappenhuis dat reikt van de tweede tot de zesde verdieping. Het plafond ligt op 32,62 meter hoog, heeft glas-in-loodramen en vier olieverfschilderijen van de vier seizoenen van Japan in de hoeken. In de vier hoeken van deze hal staan beelden van Itagaki Taisuke (1837-1919), Okuma Shigenobu (1838-1922) en Itō Hirobumi (1841-1909) die een belangrijke rol speelden bij het vestigen van een constitutionele regering in Japan, en een leeg voetstuk. 
De centrale toren is 65,45 meter hoog en was bij de oplevering het hoogste gebouw in Tokio. Pas in 1964 werd het van deze plaats gestoten door Hotel New Otani, die 73 meter hoog was.
De Gokyūshō is de kamer voor de keizer tijdens zijn bezoek aan het parlement. De kamer ligt bovenaan de hoofdtrap van de centrale hal. De kamer is rijk versierd en de materialen en decoraties getuigen van hoog vakmanschap.
Links en rechts van de hoofdingang zijn de toegangen naar de twee kamers. De kamers voor het hoger- en lagerhuis zijn op de 2e verdieping. Het plafond is gedeeltelijk van glas in lood, dat daglicht doorlaat. De vergaderruimte heeft een waaiervorm met de voorzitter en het podium in het midden. Links en rechts van de voorzitter staan twee rijen met stoelen, de voorste rij is voor de kabinetsleden, waarbij de stoel het dichtst bij de voorzitter bestemd is voor de premier, en de achterste rij voor de administratieve staf. De zetels van de leden staan in een halve cirkel met de voorzitter als middelpunt. De zetels worden toegewezen aan elke fractie in overeenstemming met hun grootte.
Boven de achterkant van de kamer is een openbare galerij. Volgens de regels mogen bezoekers van de openbare tribune de zaal niet betreden.

## Galerij

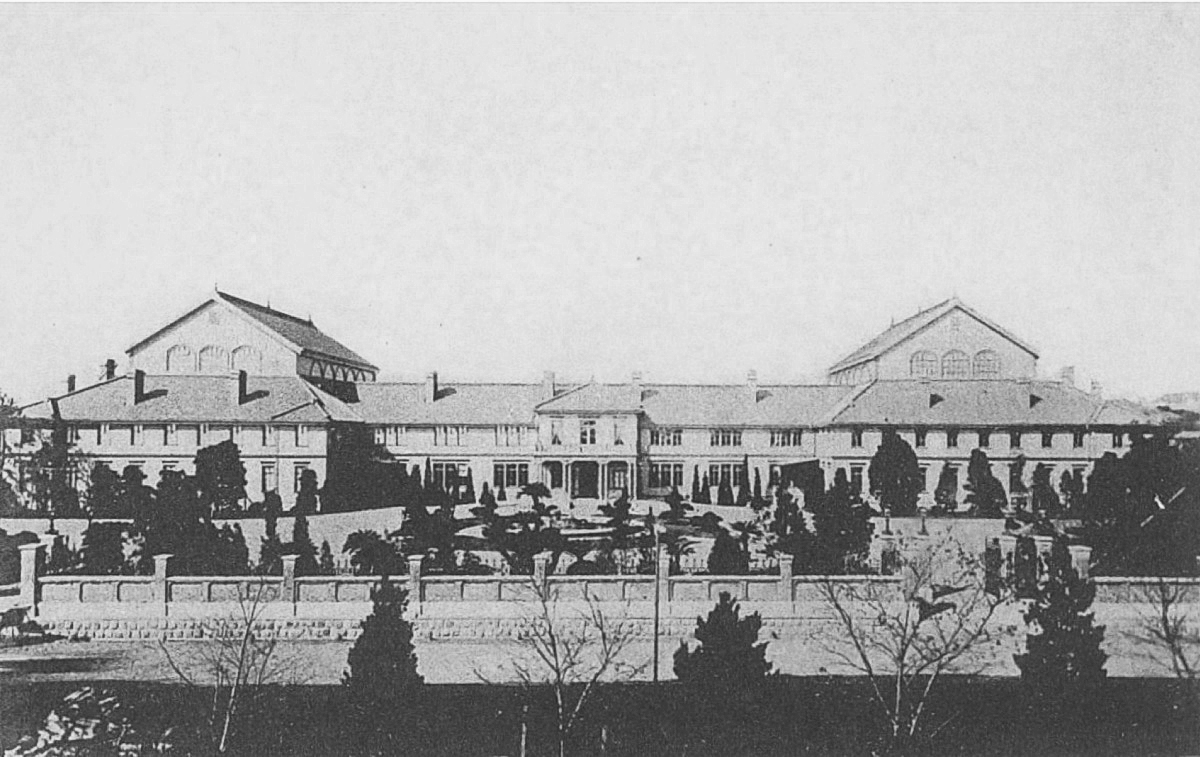
Het eerste gebouw
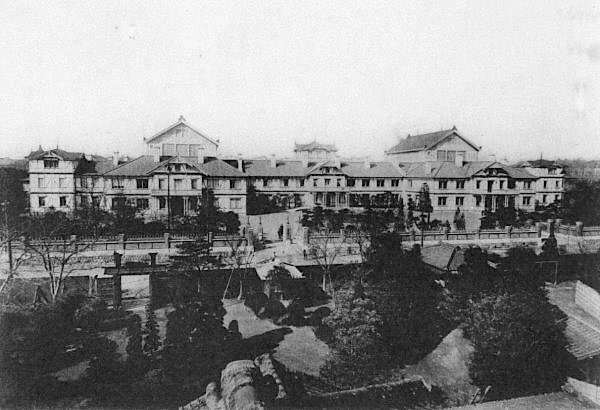
Tweede gebouw
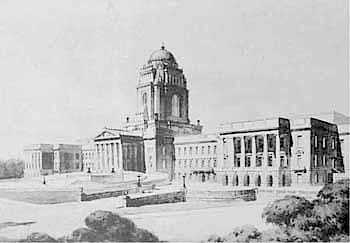
Het ontwerp van Fukuzo
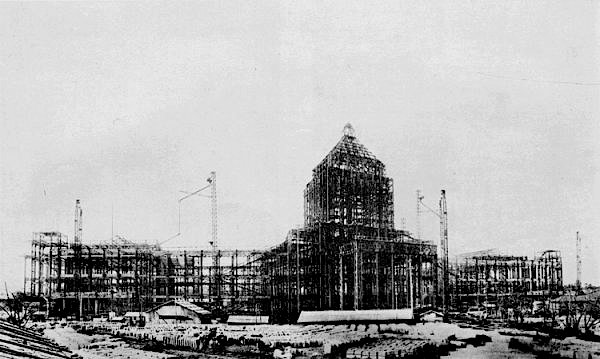
Tijdens de bouw (1927)
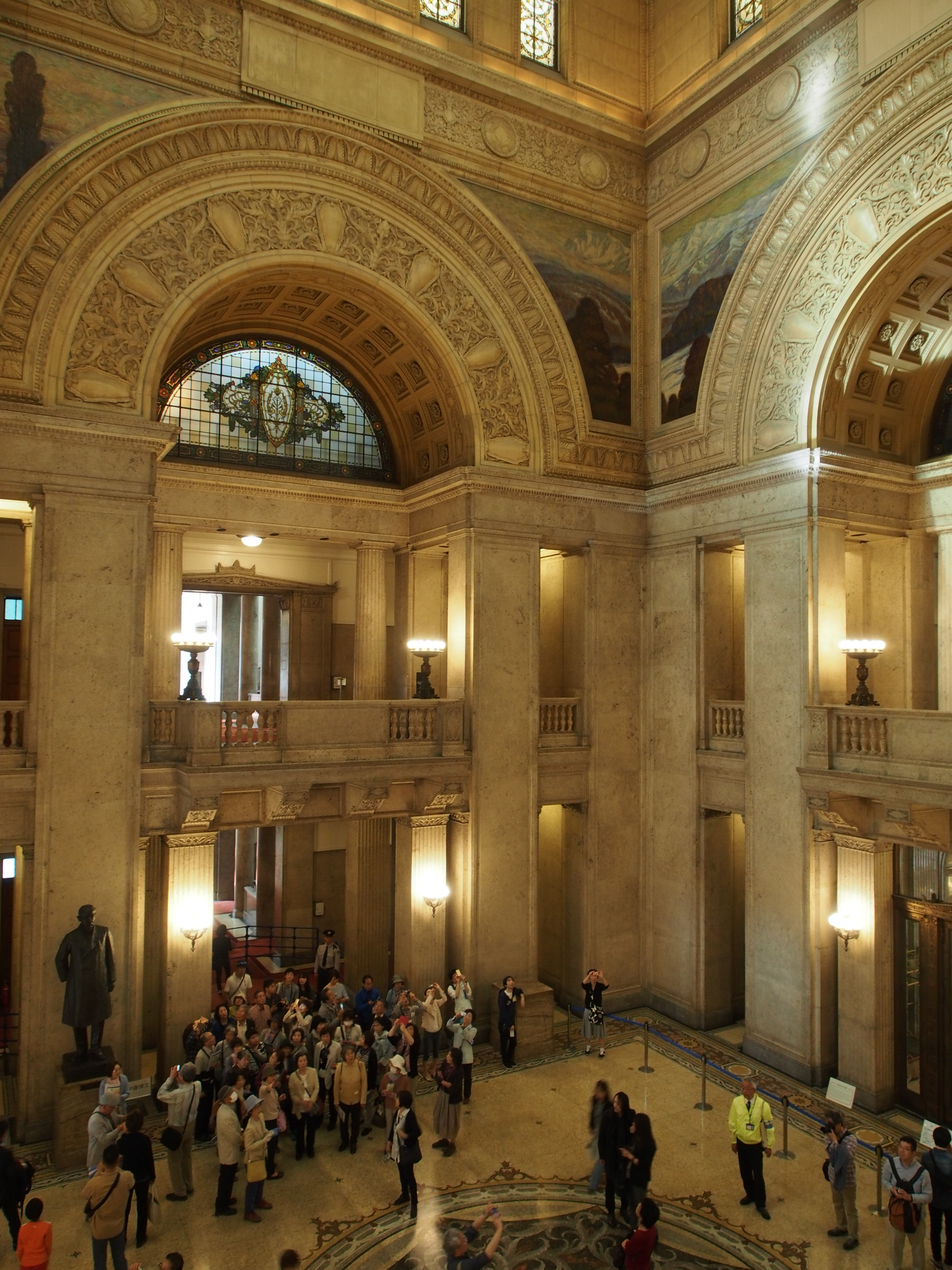
Centrale hal
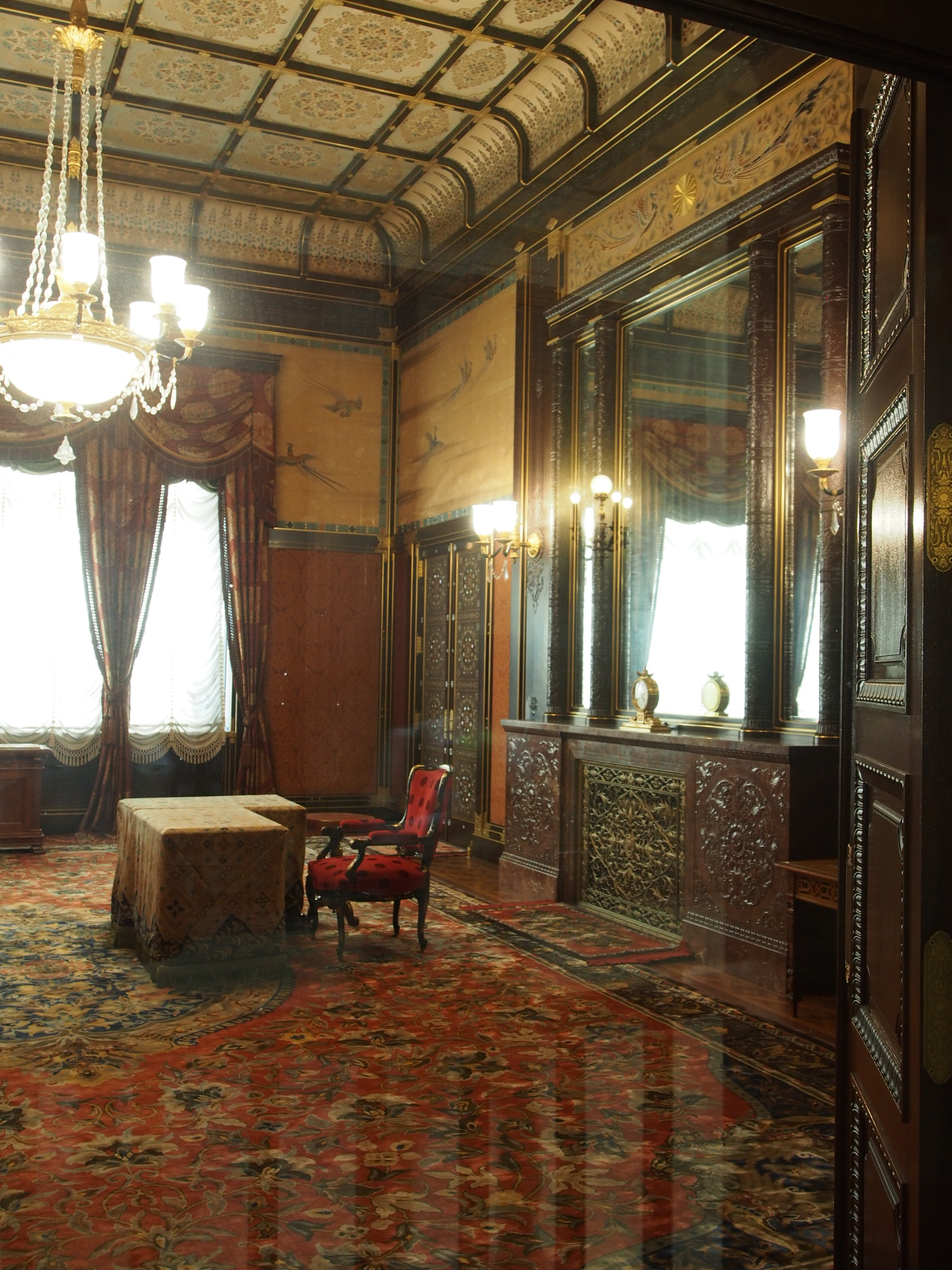
De kamer van de keizer
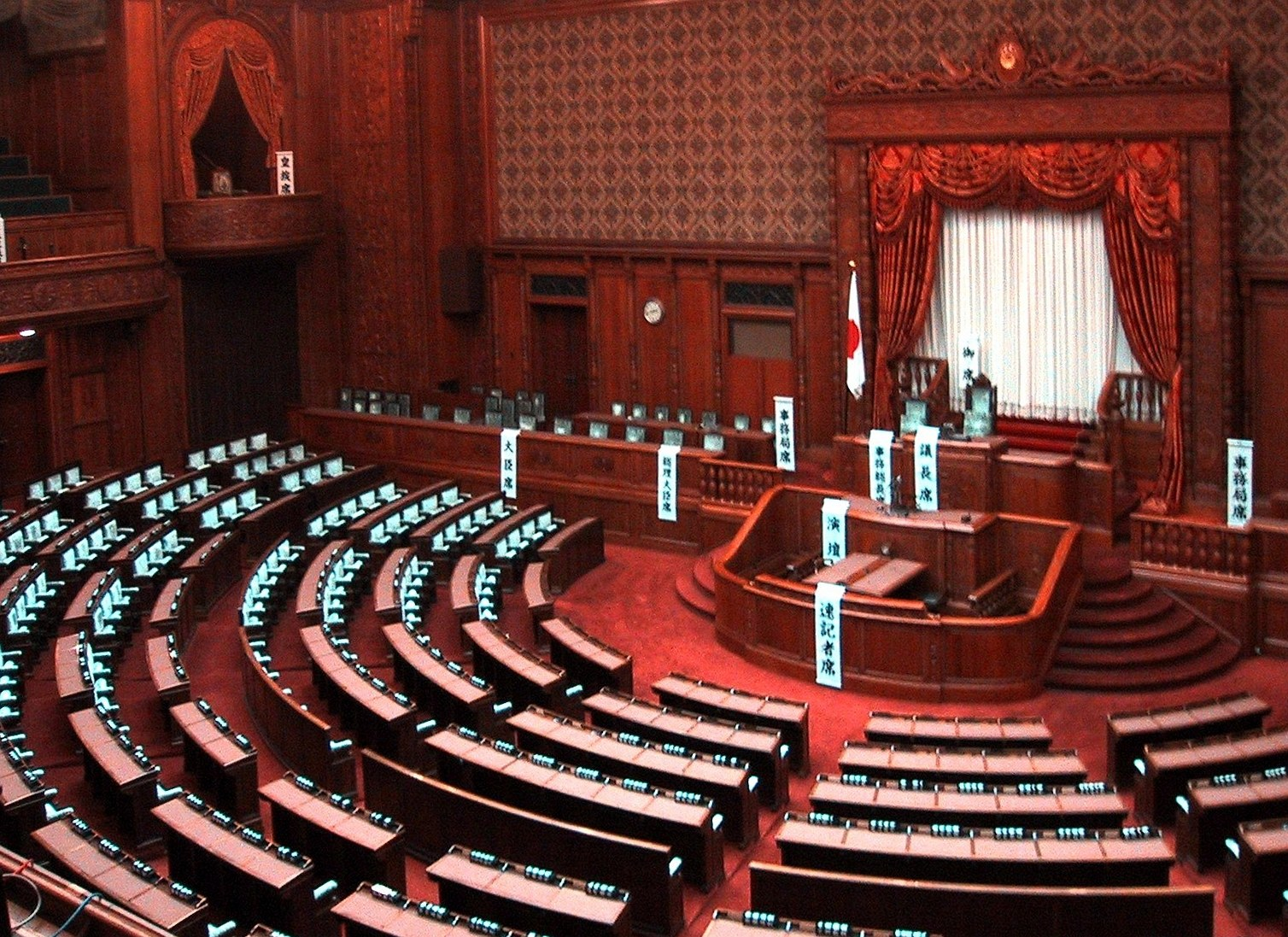
Japanse Hogerhuis of Sangiin
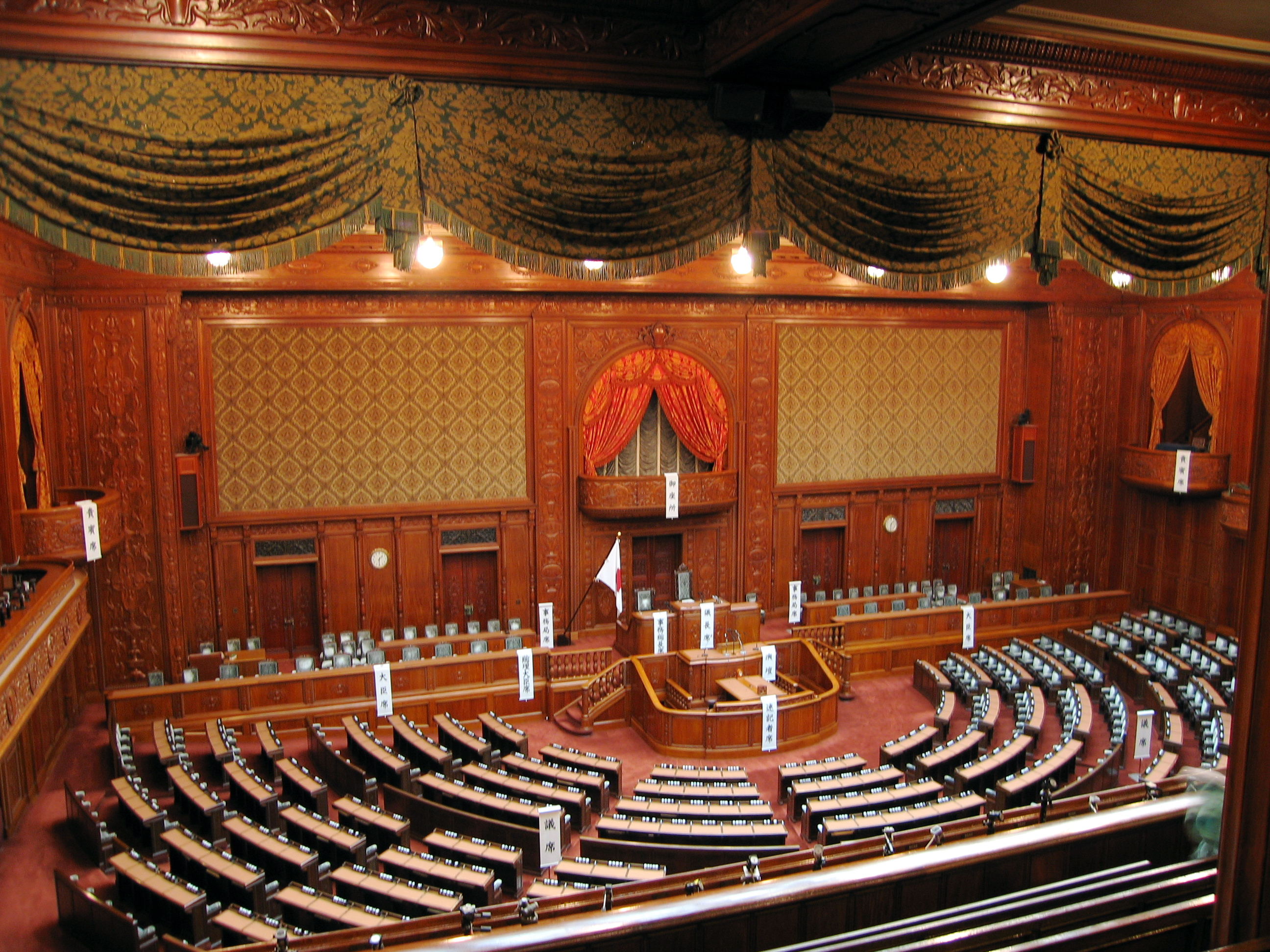
Japanse Lagerhuis of Shūgiin